# Erannis fisca
Erannis fisca är en fjärilsart som beskrevs av Porrit 1912. Erannis fisca ingår i släktet Erannis och familjen mätare. Inga underarter finns listade i Catalogue of Life.